# 杜慶寧
杜 慶寧（朝鮮語: 두경녕）は、中国北宋の文官であり、朝鮮氏族の杜陵杜氏の始祖である。
中国京兆郡に起源を持ち、北宋の太宗時代に兵部尚書を務めた。杜慶寧は、北宋の真宗の王位継承問題について上訴を行い、真宗にの逆鱗に触れ、蘇州刺史に左遷された。
杜慶寧は息子の中書舎人の杜之建と杜之逢の兄弟を連れて、あてもなく船に乗って海を渡って、1004年に宮池県に漂着し、その後高麗に帰化した。穆宗は、杜慶寧に右司官の官職と宮池県を領地に下賜した後、杜陵君に封じた。